# Жорж Борман
Жорж Борман — российская кондитерская компания и торговая марка второй половины XIX века — первой четверти XX века.

## История

### Основание компании
Основателем компании является Григорий Николаевич Борман. В 1862 году он открыл на Невском проспекте небольшой магазин с названием «Жорж Борман». Всё производство осуществлялось вручную, единственным механизмом, установленным в мастерской, была ручная машина для выделки шоколада. Полученный доход от производства кондитерских изделий Григорий Николаевич Борман направил на расширение бизнеса, и в 1866 году он смог выкупить у прогоревшего немецкого кондитера Генриха Пфейфера шоколадную фабрику на Английском проспекте, 16. Небольшое двухэтажное здание он надстроил до 4 этажей, во дворе возвёл производственный корпус, а вскоре выкупил и соседние владения 14 и 18.

### Достижения и развитие
Всего за восемь лет компания из маленького ручного производства выросла в крупную фирму, в 1870 году на Всероссийской выставке в Санкт-Петербурге её продукция была награждена бронзовой медалью. В этот период суточное производство достигало полутора тонн различных товаров в день. В 1876 году Григорий Николаевич Борман удостоился звания «Поставщик Двора Его Императорского Величества» и получил право размещать государственный герб на упаковке своей продукции. В том же году был открыт первый оптовый склад изделий кондитерской фабрики в Апраксином дворе, а через два года оптовые склады открылись в Москве и Нижнем Новгороде. В 1878 году торговая марка «Жорж Борман» на Всемирной выставке в Париже получила первую золотую медаль, а в 1895-м — две золотых медали на выставке в Париже. В том же году на выставке в Чикаго Григорий Николаевич Борман получил почётный диплом с медалью. В конце XIX века в Харькове была открыта фабрика Жоржа Бормана, спустя несколько лет — магазин, интерьеры которого сохранились по сей день.

### Создание товарищества

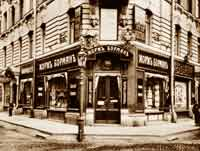
Магазин компании «Жорж Борман» в Санкт-Петербурге (ныне ул. Ломоносова,28)

В 1893 году в дело отца вошёл его сын Георгий Григорьевич Борман. В 1895 году совместно с отцом он преобразовал фирму в товарищество на паях с уставным капиталом 1,6 млн рублей и основным капиталом в 300 000 рублей. Уставный капитал был разделён между участниками товарищества на 1100 паёв по 1000 рублей и 2000 паёв по 250 рублей. Число работников товарищества в этот момент превышало 2000.
В начале XX века в состав правления товарищества входили директор-распорядитель Григорий Николаевич Борман (ему принадлежало 1227 паёв товарищества), его сын, директор Георгий Григорьевич Борман (760 паёв), и их компаньон, директор Иван Яковлевич Упенек (960). Кандидатом в директора был сын последнего — Георгий Иванович Упенек (20). Членами ревизионной комиссии состояли: Константин Петрович Боклевский (50), Ольга Ивановна Упенек (40), Павел Осипович Савельев (1), Михаил Эдуардович Кан (1) и Владимир Эдуардович Вигандт (1). Кроме того, пайщиками товарищества являлись жена Г. Г. Бормана — Елизавета Павловна (20), а также друг семьи Борманов, личный почётный гражданин Карл Петрович Буш (20).
В соответствии с Уставом товарищества «Жорж Борман» директорами и кандидатами в директора могли избираться только те лица, которые имели на своё имя не менее десяти паёв. Общие собрания пайщиков проходили при фабрике на Английском проспекте не позже мая; 10 паёв давали права одного голоса.

## Деятельность

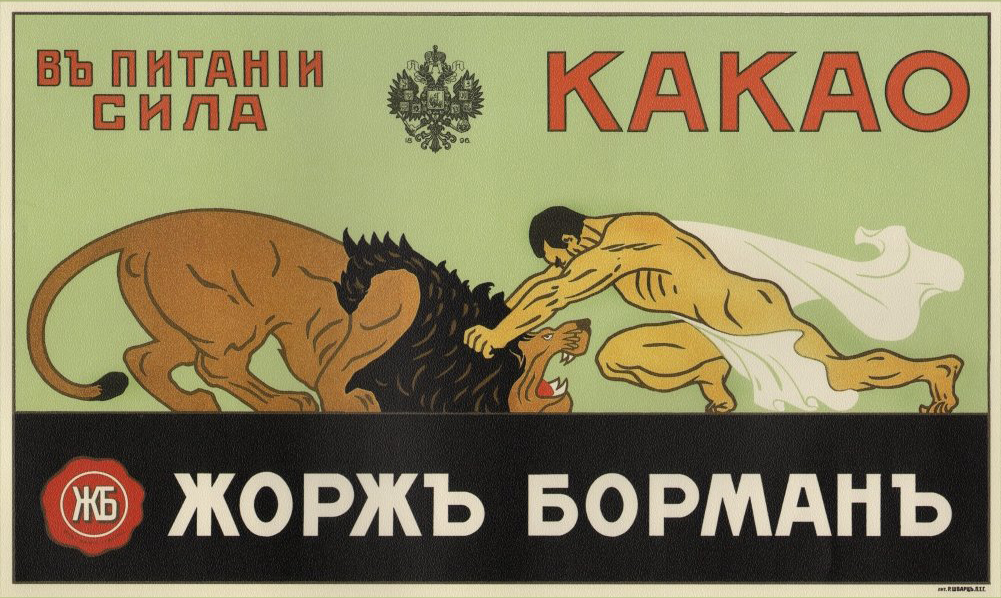
Рекламный плакат с логотипом фирмы «Жорж Борман» (начало XX века)

### Продукция

жестяная упаковка продукции «Жорж Борман» (1896 год)

Товариществом выпускались бисквитные изделия, шоколадные конфеты, карамели, монпансье, леденцы, шоколад, кофе, какао, пастила, вафли и пряники. В день на предприятии Борманов производилось до 150 пудов (≈ 2 457 кг) разных сортов изделий. Производились следующие сорта конфет: «Мурка», «Гулянка», «Цыпочка», «Жмурка», «Жорж», «Лоби-Тоби», «Миньон», «Грибочки», «Пажеский», «Парадный», «Двенадцатый год», «Русское войско» и «Триумф». Цены на шоколадные конфеты варьировались от 65 копеек до 1 рубля 75 копеек за фунт (≈ 0,4095 кг).
В 1912 году товариществу принадлежало 10 кондитерских магазинов в Санкт-Петербурге, из них три — на Невском проспекте в домах 21, 30 и 65

### Реклама
Товарищество «Жорж Борман» первым в Российский Империи, в 1904 году, запустило по городу большие грузовые автомобили с красочной рекламой продукции. Был красочно оформлен магазин Бормана на Невском проспекте, 21; затем, в начале XX века, на Невском проспекте, 30. Также был магазин на углу Чернышёва пер.(ныне ул. Ломоносова, 28). В большом количестве печатались многоцветные плакаты. Во время Первой выставки печати в Санкт-Петербурге в 1909 году плакат Жоржа Бормана «Триумф» занимал в отделе рекламы центральное место.
В 1898 году на углу Невского проспекта и Надеждинской улицы был установлен автомат по продаже шоколада. Плитка шоколада стоила 15 копеек, монеты другого номинала аппарат не принимал.
Фирма Жоржа Бормана тратила на рекламу крупные суммы. Только в 1889 году было потрачено 75000 рублей.